# Estuari de Reloncaví
L'Estuari de Reloncaví és un estuari a la regió de Los Lagos, Xile, en ell hi desemboquen els rius Petrohué, Cochamó i Puelo. Aquest estuari es troba al final del fiord de Reloncaví, i prop d'ell es troben diversos parcs nacionals xilens. La majoria dels geògrafs consideren que el límit nord de la Patagònia xilena està marcat per l'estuari de Reloncaví Dins la geografia xilena, aquest estuari marca el final de la Depresión Intermedia, i també l'inici de la Carretera Austral, que uneix Puerto Montt amb Villa O'Higgins.
El seu clima és temperat humit amb una pluviometria anual d'entre 3.300 i 4.500 mm. La temperatura mitjana fluctua entre els 7C de l'hivern i els 20 °C de l'estiu (gener).
En aquest estuari s'hi navega, es fa turisme i esport a més de l'aqüicultura de salmons.
Els jesuïtes van ser els iniciadors de l'evangelització de les comunitats del seno de Reloncaví.